# 피피루 총동원
"피피루 총동원"(중국어: 皮皮鲁总动员)은 중화인민공화국 소설 작가 정 위엔지에가 창작한 동화 시리즈와 해당 시리즈와 연관된 상표명을 일컫는다.
대표적인 작품으로 한중합작 애니메이션 "피피루 안전특공대"가 있으며, 한국에서 "빨간 소파의 비밀"(ISBN 9788901066295)과 "통조림에서 나온 소인들"(ISBN 9788901039831) 등의 여러 작품이 정식 번안되었고 판권사 홈페이지 보관됨 2016-11-01 - 웨이백 머신에서는 마블 유니버스와 세계관의 공유, 다수의 캐릭터와 무수한 작품들의 공통점을 비교하고 있다.

## 판권
동명의 회사와 애니메이션 작품의 제작위원회 중 하나인 텐센트가 판권을 관리한다.